# Punta Salta
La punta Salta (51°20′S 59°55′O / -51.333, -59.917) es una punta del este de la isla Vigía del archipiélago de las Malvinas. Administrativamente pertenece al departamento Islas del Atlántico Sur de la provincia de Tierra del Fuego, Antártida e Islas del Atlántico Sur.
Esta punta se ubica al sur de la punta Tucumán, junto a la cual cierra una pequeña entrada de mar en el lado sudoccidental de la bahía de la Cruzada.